# Henry van Lieshout
Henry Anthony A. van Lieshout (Venlo, 19 marzo 1932 – Lae, 24 dicembre 2009) è stato un missionario e vescovo cattolico olandese.

## Biografia
Nacque a Venlo, nei Paesi Bassi, il 19 marzo 1932.
Fu ordinato presbitero per i Missionari di Mariannhill il 12 luglio 1959.

### Ministero episcopale
Il 15 novembre 1966 papa Paolo VI lo nominò primo vescovo della diocesi di Lae; fu ordinato il 5 marzo 1967.
È stato per tre anni, dal 1975 al 1978, presidente della conferenza episcopale della Papua Nuova Guinea e delle Isole Salomone.
Van Lieshout si è ritirato il 15 gennaio 2007, dopo quarant'anni alla guida della diocesi, ed è morto quasi tre anni dopo, il 24 dicembre 2009.

## Genealogia episcopale e successione apostolica
La genealogia episcopale è:
- Cardinale Scipione Rebiba
- Cardinale Giulio Antonio Santori
- Cardinale Girolamo Bernerio, O.P.
- Arcivescovo Galeazzo Sanvitale
- Cardinale Ludovico Ludovisi
- Cardinale Luigi Caetani
- Cardinale Ulderico Carpegna
- Cardinale Paluzzo Paluzzi Altieri degli Albertoni
- Cardinale Gaspare Carpegna
- Cardinale Fabrizio Paolucci
- Cardinale Francesco Barberini
- Cardinale Annibale Albani
- Cardinale Federico Marcello Lante Montefeltro della Rovere
- Vescovo Charles Walmesley, O.S.B.
- Arcivescovo John Carroll, S.I.
- Vescovo Benedict Joseph Flaget, P.S.S.
- Arcivescovo Francis Patrick Kenrick
- Arcivescovo William Henry Elder
- Arcivescovo Henry Moeller
- Cardinale Samuel Alphonsius Stritch
- Arcivescovo Adolph Alexander Noser, S.V.D.
- Vescovo Henry van Lieshout, C.M.M.

La successione apostolica è:
- Vescovo Christian Conrad Blouin, C.M.M. (2007)